# كريس أوداود
كريس أوداود (بالإنجليزية: Chris O'Dowd)‏ (و. 1979 – م) هو ممثل، ولاعب كرة القدم الغالية، ومخرج سينمائي، وكاتب سيناريو، وممثل مسرحي من جمهورية أيرلندا . ولد في بويل .

## التعليم
تعلم في جامعة كلية دبلن

## جوائز وترشيحات
حصل على جوائز منها:
- جائزة المسرح العالمي (2014).[6]

ترشح لـ:
- جائزة توني لأفضل ممثل في مسرحية (2014).

## روابط خارجية
- كريس أوداود على موقع IMDb (الإنجليزية)
- كريس أوداود على موقع ألو سيني (الفرنسية)
- كريس أوداود على موقع ميوزك برينز (الإنجليزية)
- كريس أوداود على موقع أول موفي (الإنجليزية)
- كريس أوداود على موقع قاعدة بيانات برودواي على الإنترنت (الإنجليزية)
- كريس أوداود على موقع قاعدة بيانات الأفلام السويدية (السويدية)
- كريس أوداود على موقع إن إن دي بي (الإنجليزية)
- كريس أوداود على موقع قاعدة بيانات الفيلم (الإنجليزية)
- كريس أوداود على موقع كينوبويسك (الروسية)